# Никитина, Варвара Николаевна
Варвара Николаевна Никитина (в девичестве Жандр, псевдоним — Barbe Gendre; 15 декабря 1842, Кронштадт — 6 декабря 1884, Париж) — российская революционерка, автор публицистических статей.
Происходила из дворянской семьи, её отец, Николай Павлович Жандр, управлял Киево-Межигорской фаянсовой фабрикой. С 10 лет жила в Киеве, образование получила там же, в институте для благородных девиц, который в 1860 году окончила с золотой медалью. В 1863 году вышла замуж за гвардейского полковника Никитина. С юных лет интересовалась социальными науками.
В конце 1860-х годов её здоровье ухудшилось, и она выехала для лечения за границу. Вскоре после этого она решила профессионально заняться социологией и журналистикой и навсегда остаться за границей, для чего развелась с мужем. Некоторое время жила в Италии, в 1878 году поселилась в Париже, где прожила до конца жизни. В 1879 году дебютировала в журнале «La Science politique» статьёй, в которой оспаривала доводы Ипполита Адольфа Тэна относительно вопросов женского образования. Затем, писала статьи на французском под своей девичьей фамилией «Barbe Gendre». В начале 1880-х годов её статьи печатались в таких изданиях, как «La Réforme», «Revue Internationale des sciences», «La Justice», фр. La Revue, фр. La Nouvelle Revue. С начала 1880-х годов она под руководством своего друга П. Л. Лаврова активно занималась изучением социализма, что отразилось на тематике её статей, хотя помимо социализма писала также этюды о литературе. Кроме того, ряд её статей были посвящены революционному и социалистическому движению в Российской империи.
В Париже она контактировала со многими деятелями русской эмиграции и оказывала им разнообразную помощь, в том числе при возникновении проблем с французскими властями. Статьи на русском языке печатала в «Вестнике Народной воли». Скончалась в возрасте 42 лет от воспаления лёгких.
В 1886 году, через два года после кончины, в Париже вышел сборник её работ под заглавием «Études sociales philosophiques et morales» и с биографическим очерком, написанным Летурно.